# Wim Esajas
Siegfried Willem Esajas, detto Wim (16 aprile 1935 – Paramaribo, 30 aprile 2005), è stato un mezzofondista surinamese.

## Biografia
Detenne il record nazionale sulle distanze degli 800, 1500 e 3000 metri. Nel 1956 fu eletto "sportivo dell'anno" per il Suriname.
Fu l'unico rappresentante del suo paese ai Giochi olimpici di Roma 1960, i primi ai quali partecipò una delegazione del Suriname. Venne iscritto alla gara degli 800 metri, ma non vi prese parte per via di un'errata comunicazione sull'orario di svolgimento delle batterie: Esajas si presentò allo Stadio Olimpico nel pomeriggio, mentre le batterie della sua gara si erano svolte la mattina. L'atleta fu inizialmente indicato come colpevole di quanto accaduto: si disse che fosse rimasto a dormire e divenne lo zimbello dei Giochi. Dopo le Olimpiadi si ritirò dall'attività agonistica, studiò botanica nei Paesi Bassi e si dedicò alla floricultura.
Fu riabilitato dal comitato olimpico del suo paese solo nel 2005 con una lettera di scuse ufficiali, in cui si ammetteva che l'errore era stato commesso dal segretario del comitato olimpico surinamese, e una targa commemorativa che lo riconosceva come primo atleta surinamese ad aver preso parte ai Giochi olimpici. Wim Esajas morì due settimane dopo.